# Mistrzostwa Europy w Piłce Ręcznej Mężczyzn 2012

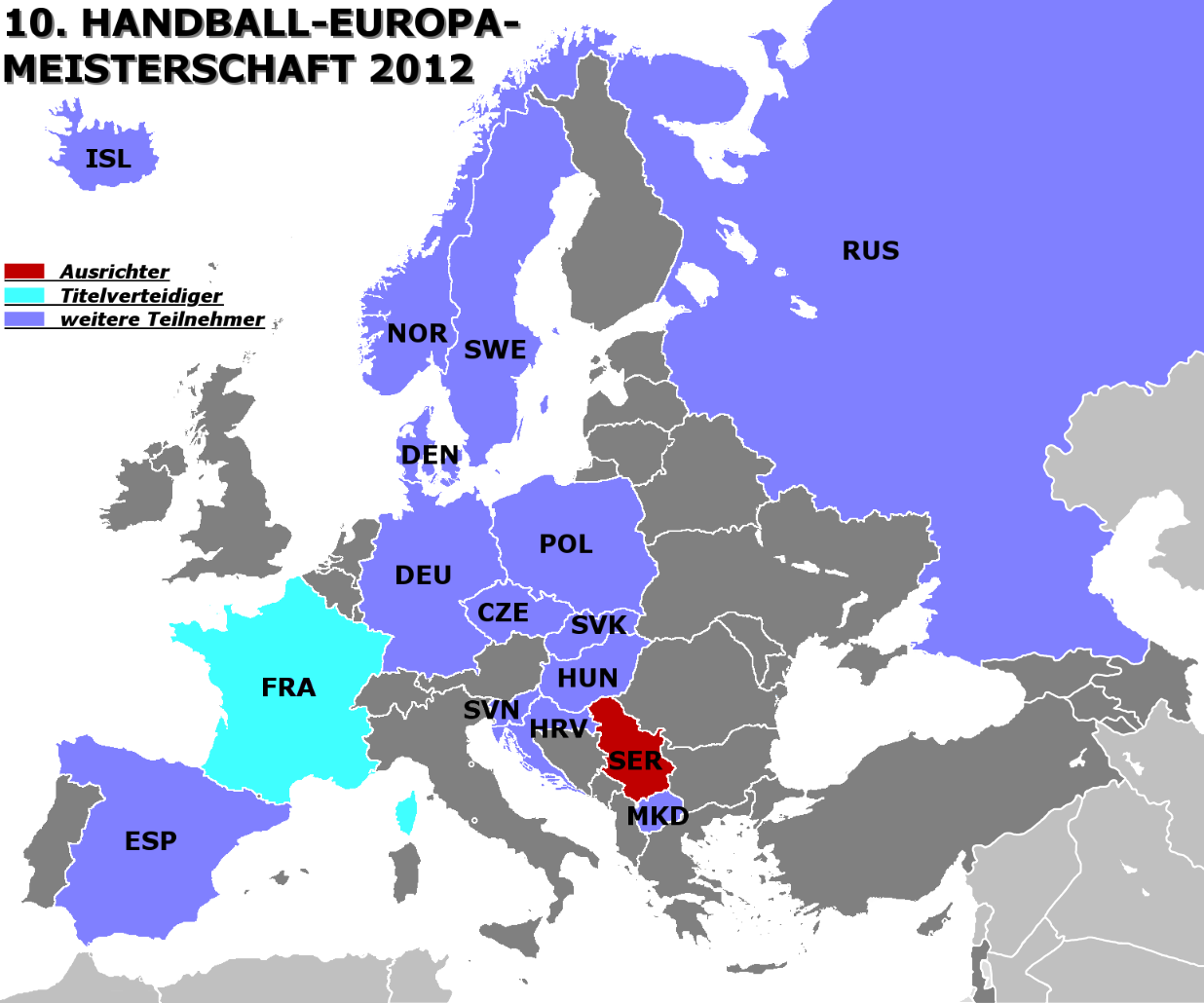
Uczestnicy mistrzostw, czerwonym kolorem zaznaczono gospodarzy

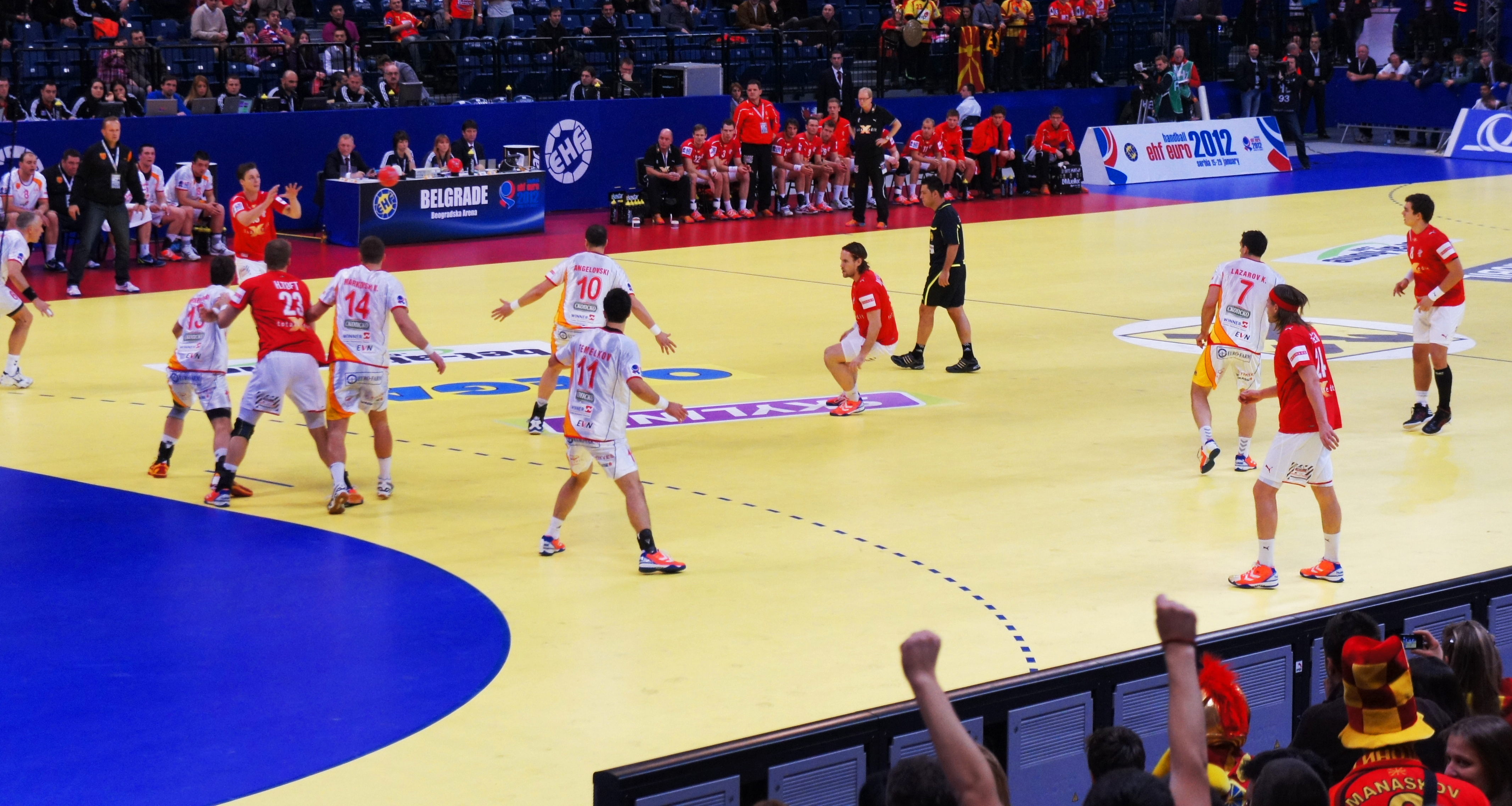
Mecz Dania-Macedonia, Arena Belgrad

Mistrzostwa Europy w Piłce Ręcznej Mężczyzn 2012 – dziesiąte mistrzostwa Europy w piłce ręcznej mężczyzn, oficjalny międzynarodowy turniej piłki ręcznej o randze mistrzostw kontynentu organizowany przez EHF, mający na celu wyłonienie najlepszej męskiej reprezentacji narodowej w Europie. Odbywał się w dniach od 15 do 29 stycznia 2012 roku w czterech serbskich miastach. W turnieju wzięło udział szesnaście zespołów, automatycznie do mistrzostw awansowała reprezentacja Serbii jako gospodarze zawodów oraz Francuzi jako obrońcy tytułu, o pozostałe miejsca odbywały się natomiast eliminacje. Turniej służył jako jedna z kwalifikacji do Letnich Igrzysk Olimpijskich 2012 oraz Mistrzostw Świata 2013.
W kwietniu 2010 roku zaprezentowano logo mistrzostw oraz uruchomiono oficjalną stronę turnieju, zaś w styczniu 2012 roku premierę miała oficjalna piosenka zawodów zatytułowana Never Give Up, którą wykonywał Ognjen Radivojević. Na miesiąc przed rozpoczęciem zawodów organizatorzy ogłosili, iż całkowicie wyprzedały się bilety w trzech z pięciu hal. Maskotką zawodów został orzeł nazwany Tasa.
W kwietniu 2011 roku EHF ogłosiła ramowy harmonogram rozgrywek uwzględniający wydłużenie czasu przeprowadzenia mistrzostw o dwa dni – rozpoczynając je w niedzielę i dokładając jeden dzień odpoczynku w fazie finałowej, a już po losowaniu grup szczegółowy. Stawką zawodów prócz medali tej imprezy były także jedno miejsce w londyńskim turnieju olimpijskim oraz trzy miejsca w kolejnych mistrzostwach świata.
Niespodzianką fazy grupowej był awans Francuzów i Duńczyków do następnej rundy z zerowym dorobkiem punktowym, pozytywnie ekspertów zaskoczyły natomiast reprezentacje Węgier, Niemiec i Macedonii. Francuzi okazali się największym rozczarowaniem turnieju, po raz pierwszy od LIO 2004 nie awansując do półfinału mistrzowskiej imprezy, ten wyczyn po trzech zwycięstwach w fazie zasadniczej i korzystnym wynikom innych zespołów udał się niespodziewanie zaś Duńczykom – tam spotkali się z jedyną dotąd drużyną bez porażki, Hiszpanami. Skandynawowie kontynuowali dobrą passę także w półfinale po wyrównanym meczu zwyciężając jedną bramką, w drugim zaś, wewnątrzbałkańskim pojedynku, gospodarze pokonali Chorwację. W finale Duńczycy zrewanżowali się Serbom za dwubramkową porażkę w fazie grupowej, brąz zdobyli zaś Chorwaci. Mistrzowie kontynentu uzyskali awans na Letnie Igrzyska Olimpijskie 2012, natomiast Serbia i Macedonia do światowych turniejów barażowych, medaliści zawodów zakwalifikowali się też do kolejnych mistrzostw świata.
Po zakończonym turnieju IHF opublikowała statystyki indywidualne i drużynowe, a także jakościowe.
Na trybunach podczas 47 rozegranych spotkań zjawiło się nieco ponad trzysta tysięcy widzów, co ustanowiło nowy rekord europejskiego czempionatu. Zawody były transmitowane w Internecie na oficjalnym kanale YouTube europejskiej federacji, sygnał telewizyjny docierał zaś do ponad dwustu terytoriów za pośrednictwem 75 stacji, a łączna oglądalność przy 1898 godzinach transmisji osiągnęła 1,47 mld osób. Oznaczało to wzrost o 40% w porównaniu do 2010 i o 20% względem dotychczas rekordowej edycji 2008. Dodatkowo po raz pierwszy całe mistrzostwa były produkowane w standardzie HDTV.

## Obiekty
W listopadzie 2010 roku EHF podpisał z komitetem organizacyjnym umowę na organizację mistrzostw wskazując do ich rozegrania pięć hal, z czego trzy miały zostać zmodernizowane, by spełniać wymagania stawiane przez europejską federację.
| Belgrad                  | Belgrad                  | Nowy Sad             |
| ------------------------ | ------------------------ | -------------------- |
| Beogradzka Arena         | Hala Pionir              | SPC Vojvodina        |
| Pojemność: 19 982        | Pojemność: 8 150         | Pojemność: 8 000     |
|                          |                          |                      |
| BelgradNiszNowy SadVršac | BelgradNiszNowy SadVršac | Nisz                 |
| BelgradNiszNowy SadVršac | BelgradNiszNowy SadVršac | Sportski centar Čair |
| BelgradNiszNowy SadVršac | BelgradNiszNowy SadVršac | Pojemność: 4 000     |
| BelgradNiszNowy SadVršac | BelgradNiszNowy SadVršac |                      |
| BelgradNiszNowy SadVršac | BelgradNiszNowy SadVršac | Vršac                |
| BelgradNiszNowy SadVršac | BelgradNiszNowy SadVršac | Centar Milenijum     |
| BelgradNiszNowy SadVršac | BelgradNiszNowy SadVršac | Pojemność: 4 058     |
| BelgradNiszNowy SadVršac | BelgradNiszNowy SadVršac |                      |

## Zakwalifikowane zespoły
| Kraj               | Strefa kwalifikacyjna               | Mistrzostwa 2010 |
| ------------------ | ----------------------------------- | ---------------- |
| Serbia             | Gospodarz                           | 13. miejsce      |
| Francja            | Mistrz Europy 2010                  | Mistrzostwo      |
| Węgry              | 1. miejsce w 1 grupie eliminacyjnej | 14. miejsce      |
| Macedonia Północna | 2. miejsce w 1 grupie eliminacyjnej | –                |
| Chorwacja          | 1. miejsce w 2 grupie eliminacyjnej | 2. miejsce       |
| Hiszpania          | 2. miejsce w 2 grupie eliminacyjnej | 6. miejsce       |
| Polska             | 1. miejsce w 3 grupie eliminacyjnej | 4. miejsce       |
| Słowenia           | 2. miejsce w 3 grupie eliminacyjnej | 11. miejsce      |
| Szwecja            | 1. miejsce w 4 grupie eliminacyjnej | 15. miejsce      |
| Słowacja           | 2. miejsce w 4 grupie eliminacyjnej | –                |
| Niemcy             | 1. miejsce w 5 grupie eliminacyjnej | 10. miejsce      |
| Islandia           | 2. miejsce w 5 grupie eliminacyjnej | 3. miejsce       |
| Norwegia           | 1. miejsce w 6 grupie eliminacyjnej | 7. miejsce       |
| Czechy             | 2. miejsce w 6 grupie eliminacyjnej | 8. miejsce       |
| Dania              | 1. miejsce w 7 grupie eliminacyjnej | 5. miejsce       |
| Rosja              | 2. miejsce w 7 grupie eliminacyjnej | 12. miejsce      |

## Losowanie grup
Jeszcze w trakcie trwania eliminacji organizatorzy ogłosili procedurę losowania grup turnieju głównego, zastrzegając sobie prawo do rozstawienia po jednej drużynie w każdej z grup. Losowanie grup zostało zaplanowane na 15 czerwca 2011 roku w Belgradzie, a przed nim drużyny zostały podzielone na cztery koszyki na podstawie wyników osiągniętych podczas Mistrzostw Europy 2010 i eliminacji do ME 2012.
| Koszyk 1  |
| --------- |
| Francja   |
| Chorwacja |
| Niemcy    |
| Polska    |

| Koszyk 2 |
| -------- |
| Dania    |
| Norwegia |
| Węgry    |
| Szwecja  |

| Koszyk 3  |
| --------- |
| Serbia    |
| Islandia  |
| Hiszpania |
| Czechy    |

| Koszyk 4           |
| ------------------ |
| Słowenia           |
| Rosja              |
| Macedonia Północna |
| Słowacja           |

W wyniku transmitowanego w Internecie losowania, które prócz oficjeli EHF przeprowadzili Dragan Škrbić, Marko Vujin, Uroš Zorman, Igor Vori i Christoffer Rambo wyłonione zostały cztery czterozespołowe grupy pierwszej fazy turnieju.
| Grupa A Belgrad |
| --------------- |
| Polska          |
| Dania           |
| Serbia          |
| Słowacja        |

| Grupa B Nisz       |
| ------------------ |
| Niemcy             |
| Szwecja            |
| Czechy             |
| Macedonia Północna |

| Grupa C Nowy Sad |
| ---------------- |
| Francja          |
| Węgry            |
| Hiszpania        |
| Rosja            |

| Grupa D Vršac |
| ------------- |
| Chorwacja     |
| Norwegia      |
| Islandia      |
| Słowenia      |

## Składy
Szerokie składy były przesyłane do IHF do 16 grudnia 2011 roku, natomiast turniejowe opublikowano 14-15 stycznia 2012 roku.

## Sędziowie

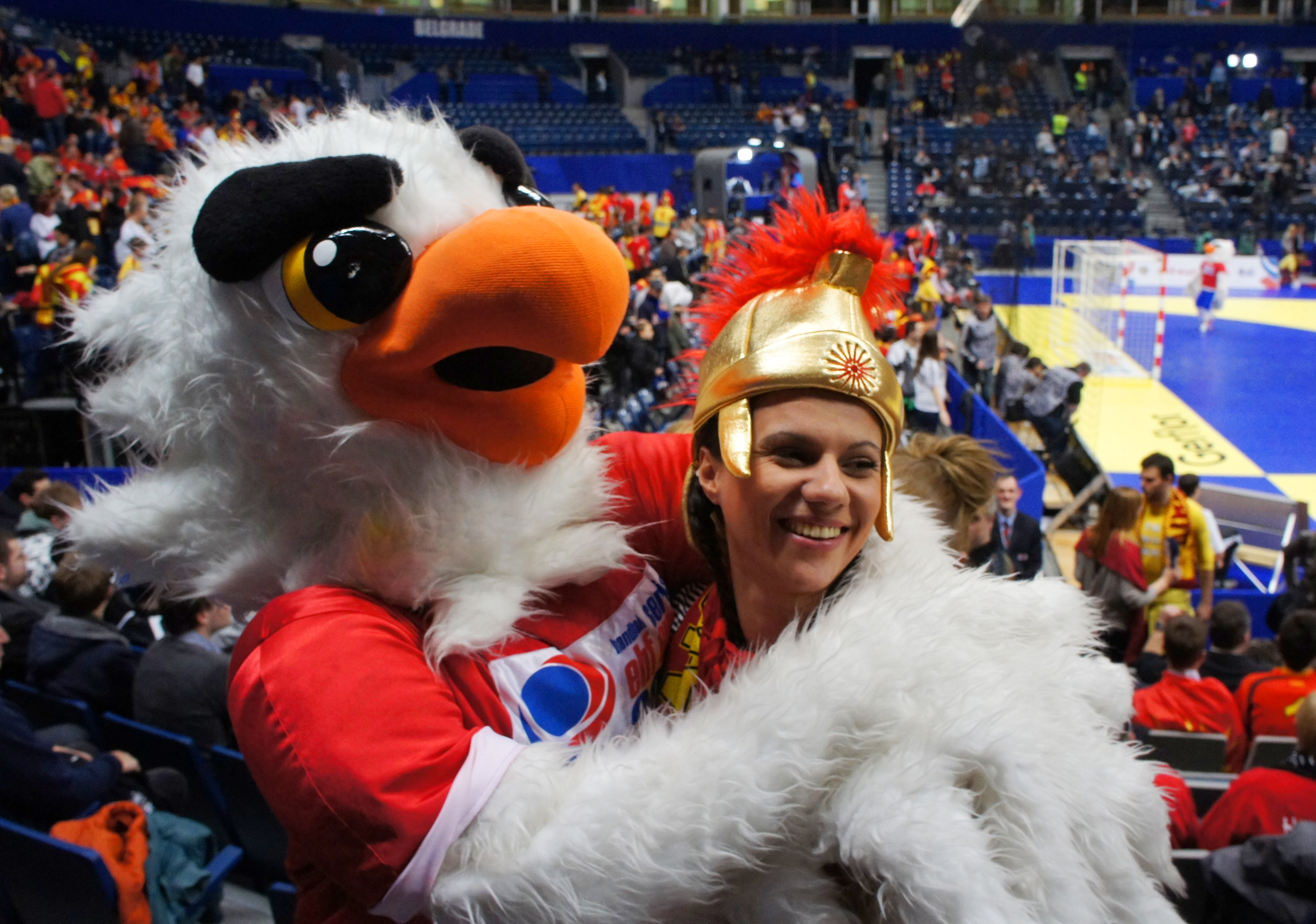
Maskotka zawodów

Na początku września 2011 roku EHF opublikowała listę piętnastu par sędziowskich, spośród których dwanaście zostanie wyznaczonych do sędziowania meczów turnieju finałowego, a na końcowej liście nie znaleźli się spośród nich arbitrzy z Portugalii, Słowacji i Węgier.
- Václav Horáček, Jiří Novotný  Czechy
- Per Olesen, Lars Ejby Pedersen  Dania
- Nordine Lazaar, Laurent Reveret  Francja
- Óscar Raluy López, Ángel Luis Sabroso  Hiszpania
- Hlynur Leifsson, Anton Palsson  Islandia
- Sławe Nikołow, Ǵorǵi Nachevski  Macedonia Północna
- Lars Geipel, Marcus Helbig  Niemcy
- Kenneth Abrahamsen, Arne M. Kristiansen  Norwegia
- Ivan Caçador, Eurico Nicolau  Portugalia
- Jewgienij Sotin, Nikołaj Wołodkow  Rosja
- Sorin-Laurenţiu Dinu, Constantin Din  Rumunia
- Nenad Nikolić, Dušan Stojković  Serbia
- Michal Badura, Jaroslav Ondogrecula  Słowacja
- Nenad Krstič, Peter Ljubič  Słowenia
- Peter Horvath, Balazs Marton  Węgry

## Faza wstępna

### Grupa A
| 15 stycznia 201218:15 | Polska | 18:22(7:11) | Serbia | Hala Pionir, Belgrad Widzów: 4 000 Sędzia: Óscar Raluy López, Ángel Luis Sabroso |
| 15 stycznia 201218:15 | Karol Bielecki 4 · Michał Jurecki 3 · Krzysztof Lijewski 2 · Tomasz Tłuczyński 2 · Bartłomiej Jaszka 1 · Mariusz Jurkiewicz 1 · Patryk Kuchczyński 1 · Kamil Syprzak 1 · Grzegorz Tkaczyk 1 · Adam Wiśniewski 1 · Mateusz Zaremba 1 | 18:22(7:11) | 6 Ivan Nikčević · 6 Marko Vujin · 4 Momir Ilić · 3 Rajko Prodanović · 1 Dalibor Čutura · 1 Žarko Šešum · 1 Nenad Vučković | Hala Pionir, Belgrad Widzów: 4 000 Sędzia: Óscar Raluy López, Ángel Luis Sabroso |
| 15 stycznia 201218:15 | 2× · 3× | 18:22(7:11) | 4× · 3× | Hala Pionir, Belgrad Widzów: 4 000 Sędzia: Óscar Raluy López, Ángel Luis Sabroso |

| 15 stycznia 201220:15 | Dania | 30:25(15:12) | Słowacja | Hala Pionir, Belgrad Widzów: 4 000 Sędzia: Evgenij Zotin, Nikolaj Volodkov |
| 15 stycznia 201220:15 | Hans Lindberg 7 · Anders Eggert 6 · Mikkel Hansen 4 · Thomas Mogensen 4 · Lars Christiansen 2 · Rasmus Lauge 2 · Nikolaj Markussen 2 · Henrik Toft Hansen 2 · René Toft Hansen 1 | 30:25(15:12) | 6 Daniel Valo · 3 Michal Kopčo · 3 Peter Kukučka · 3 Oliver Rábek · 3 Martin Straňovský · 3 Tomáš Urban · 2 Radoslav Antl · 2 Ladislav Tarhai | Hala Pionir, Belgrad Widzów: 4 000 Sędzia: Evgenij Zotin, Nikolaj Volodkov |
| 15 stycznia 201220:15 | 4× · 3× | 30:25(15:12) | 2× · 2× | Hala Pionir, Belgrad Widzów: 4 000 Sędzia: Evgenij Zotin, Nikolaj Volodkov |

| 17 stycznia 201218:15 | Słowacja | 24:41(13:17) | Polska | Hala Pionir, Belgrad Widzów: 3 500 Sędzia: Nenad Krstič, Peter Ljubič |
| 17 stycznia 201218:15 | Peter Kukučka 5 · Andrej Petro 3 · Oliver Rábek 3 · Daniel Valo 3 · Radoslav Antl 2 · Ľubomír Ďuriš 2 · Michal Kopčo 2 · Martin Straňovský 2 · Ladislav Tarhai 2 | 24:41(13:17) | 8 Grzegorz Tkaczyk · 6 Bartosz Jurecki · 5 Michał Jurecki · 5 Patryk Kuchczyński · 4 Mariusz Jurkiewicz · 3 Karol Bielecki · 3 Zbigniew Kwiatkowski · 2 Bartłomiej Jaszka · 2 Tomasz Tłuczyński · 1 Adam Wiśniewski · 1 Kamil Syprzak · 1 Robert Orzechowski | Hala Pionir, Belgrad Widzów: 3 500 Sędzia: Nenad Krstič, Peter Ljubič |
| 17 stycznia 201218:15 | 5× · 3× · 1× | 24:41(13:17) | 3× · 3× | Hala Pionir, Belgrad Widzów: 3 500 Sędzia: Nenad Krstič, Peter Ljubič |

| 17 stycznia 201220:15 | Serbia | 24:22(10:12) | Dania | Hala Pionir, Belgrad Widzów: 5 000 Sędzia: Nordine Lazaar, Laurent Reveret |
| 17 stycznia 201220:15 | Momir Ilić 8 · Marko Vujin 5 · Dalibor Čutura 3 · Ivan Nikčević 3 · Alem Toskić 3 · Rajko Prodanović 1 · Nenad Vučković 1 | 24:22(10:12) | 4 Lars Christiansen · 4 Mikkel Hansen · 3 Hans Lindberg · 2 Anders Eggert · 2 Thomas Mogensen · 2 Kasper Søndergaard Sarup · 2 Rene Toft Hansen · 1 Niklas Landin Jacobsen · 1 Rasmus Lauge · 1 Henrik Toft Hansen | Hala Pionir, Belgrad Widzów: 5 000 Sędzia: Nordine Lazaar, Laurent Reveret |
| 17 stycznia 201220:15 | 2× · 3× | 24:22(10:12) | 4× · 3× | Hala Pionir, Belgrad Widzów: 5 000 Sędzia: Nordine Lazaar, Laurent Reveret |

| 19 stycznia 201218:15 | Polska | 27:26(10:14) | Dania | Hala Pionir, Belgrad Widzów: 3 500 Sędzia: Hlynur Leifsson, Anton Palsson |
| 19 stycznia 201218:15 | Grzegorz Tkaczyk 7 · Michał Jurecki 6 · Bartosz Jurecki 4 · Mariusz Jurkiewicz 3 · Robert Orzechowski 3 · Tomasz Tłuczyński 2 · Karol Bielecki 1 · Patryk Kuchczyński 1 | 27:26(10:14) | 4 Thomas Mogensen · 3 Mikkel Hansen · 3 Rasmus Lauge · 3 Kasper Søndergaard Sarup · 3 Henrik Toft Hansen · 2 Lars Christiansen · 2 Anders Eggert · 2 Hans Lindberg · 2 Lasse Svan Hansen · 1 Nikolaj Markussen · 1 René Toft Hansen | Hala Pionir, Belgrad Widzów: 3 500 Sędzia: Hlynur Leifsson, Anton Palsson |
| 19 stycznia 201218:15 | 5× · 3× | 27:26(10:14) | 5× · 3× | Hala Pionir, Belgrad Widzów: 3 500 Sędzia: Hlynur Leifsson, Anton Palsson |

| 19 stycznia 201220:15 | Serbia | 21:21(13:6) | Słowacja | Hala Pionir, Belgrad Widzów: 4 900 Sędzia: Evgenij Zotin, Nikolaj Volodkov |
| 19 stycznia 201220:15 | Rajko Prodanović 5 · Momir Ilić 4 · Dalibor Čutura 3 · Dobrivoje Marković 2 · Rastko Stojković 2 · Miloš Kostadinović 1 · Nikola Manojlović 1 · Žarko Šešum 1 · Ivan Stanković 1 · Alem Toskić 1 | 21:21(13:6) | 4 Ľubomír Ďuriš · 4 Peter Kukučka · 4 Tomáš Urban · 3 Radoslav Antl · 3 Daniel Valo · 2 Michal Kopčo · 1 Marek Mikeci | Hala Pionir, Belgrad Widzów: 4 900 Sędzia: Evgenij Zotin, Nikolaj Volodkov |
| 19 stycznia 201220:15 | 5× · 3× | 21:21(13:6) | 3× · 3× | Hala Pionir, Belgrad Widzów: 4 900 Sędzia: Evgenij Zotin, Nikolaj Volodkov |

### Grupa B
| 15 stycznia 201217:20 | Niemcy | 24:27(9:14) | Czechy | Sportski centar Čair, Nisz Widzów: 3 800 Sędzia: Kenneth Abrahamsen, Arne M. Kristiansen |
| 15 stycznia 201217:20 | Lars Kaufmann 5 · Michael Haaß 4 · Uwe Gensheimer 3 · Adrian Pfahl 3 · Christoph Theuerkauf 3 · Holger Glandorf 2 · Patrick Groetzki 2 · Dominik Klein 1 · Oliver Roggisch 1 | 24:27(9:14) | 7 Filip Jícha · 4 Jan Filip · 3 Pavel Horák · 3 David Juříček · 3 Tomáš Sklenák · 3 Jan Stehlík · 2 Karel Nocar · 2 Václav Vraný | Sportski centar Čair, Nisz Widzów: 3 800 Sędzia: Kenneth Abrahamsen, Arne M. Kristiansen |
| 15 stycznia 201217:20 | 3× · 3× | 24:27(9:14) | 3× · 3× | Sportski centar Čair, Nisz Widzów: 3 800 Sędzia: Kenneth Abrahamsen, Arne M. Kristiansen |

| 15 stycznia 201219:30 | Szwecja | 26:26(14:13) | Macedonia Północna | Sportski centar Čair, Nisz Widzów: 4 000 Sędzia: Nordine Lazaar, Laurent Reveret |
| 15 stycznia 201219:30 | Niclas Ekberg 6 · Kim Andersson 5 · Dalibor Doder 4 · Henrik Lundström 4 · Kim Ekdahl Du Rietz 3 · Andreas Nilsson 3 · Jonas Larholm 1 | 26:26(14:13) | 7 Stewcze Ałuszowski · 7 Kirił Łazarow · 5 Naumcze Mojsowski · 3 Stojancze Stoiłow · 2 Filip Mirkułowski · 2 Władimir Temełkow | Sportski centar Čair, Nisz Widzów: 4 000 Sędzia: Nordine Lazaar, Laurent Reveret |
| 15 stycznia 201219:30 | 6× · 3× | 26:26(14:13) | 6× · 3× | Sportski centar Čair, Nisz Widzów: 4 000 Sędzia: Nordine Lazaar, Laurent Reveret |

| 17 stycznia 201218:15 | Macedonia Północna | 23:24(12:12) | Niemcy | Sportski centar Čair, Nisz Widzów: 4 000 Sędzia: Hlynur Leifsson, Anton Palsson |
| 17 stycznia 201218:15 | Kirił Łazarow 7 · Stojancze Stoiłow 6 · Naumcze Mojsowski 4 · Branisław Angełowski 2 · Dejan Manaskow 2 · Stewcze Ałuszowski 1 · Filip Mirkułowski 1 | 23:24(12:12) | 6 Lars Kaufmann · 3 Uwe Gensheimer · 3 Christoph Theuerkauf · 2 Sven-Sören Christophersen · 2 Holger Glandorf · 2 Adrian Pfahl · 2 Christian Sprenger · 2 Patrick Wiencek · 1 Patrick Groetzki · 1 Michael Haaß | Sportski centar Čair, Nisz Widzów: 4 000 Sędzia: Hlynur Leifsson, Anton Palsson |
| 17 stycznia 201218:15 | 4× · 3× | 23:24(12:12) | 7× · 3× · 1× | Sportski centar Čair, Nisz Widzów: 4 000 Sędzia: Hlynur Leifsson, Anton Palsson |

| 17 stycznia 201220:15 | Czechy | 29:33(17:19) | Szwecja | Sportski centar Čair, Nisz Widzów: 2 050 Sędzia: Óscar Raluy López, Ángel Luis Sabroso |
| 17 stycznia 201220:15 | Filip Jícha 7 · Jan Filip 6 · Karel Nocar 5 · Tomáš Sklenák 3 · Václav Vraný 3 · Pavel Horák 2 · David Juříček 2 · Daniel Kubeš 1 | 29:33(17:19) | 10 Niclas Ekberg · 6 Henrik Lundström · 5 Kim Andersson · 4 Jonas Larholm · 3 Kim Ekdahl Du Rietz · 2 Dalibor Doder · 2 Andreas Nilsson · 1 Jonathan Stenbäcken | Sportski centar Čair, Nisz Widzów: 2 050 Sędzia: Óscar Raluy López, Ángel Luis Sabroso |
| 17 stycznia 201220:15 | 4× · 3× | 29:33(17:19) | 6× · 3× | Sportski centar Čair, Nisz Widzów: 2 050 Sędzia: Óscar Raluy López, Ángel Luis Sabroso |

| 19 stycznia 201218:15 | Niemcy | 29:24(20:15) | Szwecja | Sportski centar Čair, Nisz Widzów: 2 800 Sędzia: Nenad Krstič, Peter Ljubič |
| 19 stycznia 201218:15 | Uwe Gensheimer 9 · Patrick Groetzki 5 · Sven-Sören Christophersen 4 · Lars Kaufmann 3 · Michael Haaß 2 · Adrian Pfahl 2 · Christian Sprenger 2 · Holger Glandorf 1 · Pascal Hens 1 | 29:24(20:15) | 8 Kim Ekdahl Du Rietz · 6 Jonas Larholm · 4 Niclas Ekberg · 3 Henrik Lundström · 2 Andreas Nilsson · 1 Kim Andersson | Sportski centar Čair, Nisz Widzów: 2 800 Sędzia: Nenad Krstič, Peter Ljubič |
| 19 stycznia 201218:15 | 5× · 3× | 29:24(20:15) | 2× · 3× | Sportski centar Čair, Nisz Widzów: 2 800 Sędzia: Nenad Krstič, Peter Ljubič |

| 19 stycznia 201220:15 | Czechy                                                                                       | 21:27(12:12) | Macedonia Północna | Sportski centar Čair, Nisz Sędzia: Kenneth Abrahamsen, Arne M. Kristiansen |
| 19 stycznia 201220:15 | Pavel Horák 5 · Filip Jícha 5 · Jan Filip 4 · Václav Vraný 4 · Karel Nocar 2 · Jan Stehlík 1 | 21:27(12:12) | 7 Kirił Łazarow · 5 Filip Mirkułowski · 4 Władimir Temełkow · 3 Naumcze Mojsowski · 2 Stewcze Ałuszowski · 2 Branisław Angełowski · 2 Dejan Manaskow · 2 Stojancze Stoiłow | Sportski centar Čair, Nisz Sędzia: Kenneth Abrahamsen, Arne M. Kristiansen |
| 19 stycznia 201220:15 | 6× · 3×                                                                                      | 21:27(12:12) | 3× · 2× | Sportski centar Čair, Nisz Sędzia: Kenneth Abrahamsen, Arne M. Kristiansen |

### Grupa C
| 16 stycznia 201218:15 | Francja | 26:29(12:15) | Hiszpania | SPC Vojvodina, Nowy Sad Widzów: 5 000 Sędzia: Sorin-Laurentiu Dinu, Constantin Din |
| 16 stycznia 201218:15 | Jérôme Fernandez 7 · Luc Abalo 6 · Bertrand Gille 3 · Michaël Guigou 3 · Nikola Karabatić 3 · Daniel Narcisse 3 · Xavier Barachet 1 | 26:29(12:15) | 4 Joan Cañellas · 4 Alberto Entrerríos · 4 Cristian Ugalde · 3 Gedeón Guardiola · 3 Jorge Maqueda · 2 Juanín García Lorenzana · 2 Iker Romero Fernández · 2 Víctor Tomás · 1 Julen Aguinagalde · 1 Raúl Entrerríos · 1 Eduardo Gurbindo · 1 Viran Morros · 1 Roberto García Parrondo | SPC Vojvodina, Nowy Sad Widzów: 5 000 Sędzia: Sorin-Laurentiu Dinu, Constantin Din |
| 16 stycznia 201218:15 | 2× · 3× | 26:29(12:15) | 3× · 2× | SPC Vojvodina, Nowy Sad Widzów: 5 000 Sędzia: Sorin-Laurentiu Dinu, Constantin Din |

| 16 stycznia 201220:15 | Węgry | 31:31(19:19) | Rosja | SPC Vojvodina, Nowy Sad Widzów: 6 000 Sędzia: Nenad Nikolić, Dušan Stojković |
| 16 stycznia 201220:15 | Gábor Császár 8 · Gergő Iváncsik 6 · Tamás Mocsai 5 · Ferenc Ilyés 4 · Szabolcs Zubai 3 · Milorad Krivokapić 2 · Gergely Harsányi 1 · Barna Putics 1 · István Timuzsin Schuch 1 | 31:31(19:19) | 5 Michaił Czipurin · 4 Timur Dibirow · 4 Dmitrij Kowaljew · 4 Aleksiej Rastworcew · 4 Siergiej Szelmienko · 3 Witalij Iwanow · 2 Pawieł Atman · 2 Konstantin Igropuło · 1 Aleksander Czernoiwanow · 1 Eduard Kokszarow · 1 Andriej Starych | SPC Vojvodina, Nowy Sad Widzów: 6 000 Sędzia: Nenad Nikolić, Dušan Stojković |
| 16 stycznia 201220:15 | 6× · 3× | 31:31(19:19) | 7× · 3× | SPC Vojvodina, Nowy Sad Widzów: 6 000 Sędzia: Nenad Nikolić, Dušan Stojković |

| 18 stycznia 201218:15 | Rosja | 24:28(11:16) | Francja | SPC Vojvodina, Nowy Sad Widzów: 3 500 Sędzia: Václav Horáček, Jiří Novotný |
| 18 stycznia 201218:15 | Michaił Czipurin 6 · Konstantin Igropuło 5 · Dmitrij Kowaljew 3 · Pawieł Atman 2 · Eduard Kokszarow 2 · Siergiej Szelmienko 2 · Samwieł Asłanjan 1 · Timur Dibirow 1 · Aleksiej Rastworcew 1 · Andriej Starych 1 | 24:28(11:16) | 6 Daniel Narcisse · 4 Xavier Barachet · 4 Arnaud Bingo · 4 Guillaume Joli · 3 Jérôme Fernandez · 3 Bertrand Gille · 2 Luc Abalo · 1 Michaël Guigou · 1 Nikola Karabatić | SPC Vojvodina, Nowy Sad Widzów: 3 500 Sędzia: Václav Horáček, Jiří Novotný |
| 18 stycznia 201218:15 | 3× · 3× | 24:28(11:16) | 1× · 3× | SPC Vojvodina, Nowy Sad Widzów: 3 500 Sędzia: Václav Horáček, Jiří Novotný |

| 18 stycznia 201220:15 | Hiszpania | 24:24(11:12) | Węgry | SPC Vojvodina, Nowy Sad Widzów: 45 000 Sędzia: Lars Geipel, Marcus Helbig |
| 18 stycznia 201220:15 | Joan Cañellas 6 · Cristian Ugalde 4 · Alberto Entrerríos 2 · Raúl Entrerríos 2 · Gedeón Guardiola 2 · Iker Romero Fernández 2 · Julen Aguinagalde 1 · Juanín García Lorenzana 1 · Jorge Maqueda 1 · Roberto García Parrondo 1 · Daniel Sarmiento 1 · Víctor Tomás 1 | 24:24(11:12) | 7 Gábor Császár · 7 Tamás Mocsai · 3 Szabolcs Zubai · 2 Ferenc Ilyés · 2 Gergő Iváncsik · 1 Gergely Harsányi · 1 István Timuzsin Schuch · 1 Szabolcs Szöllősi | SPC Vojvodina, Nowy Sad Widzów: 45 000 Sędzia: Lars Geipel, Marcus Helbig |
| 18 stycznia 201220:15 | 3× | 24:24(11:12) | 5× · 3× · 1× | SPC Vojvodina, Nowy Sad Widzów: 45 000 Sędzia: Lars Geipel, Marcus Helbig |

| 20 stycznia 201218:15 | Hiszpania | 30:27(17:11) | Rosja | SPC Vojvodina, Nowy Sad Widzów: 4 000 Sędzia: Nenad Nikolić, Dušan Stojković |
| 20 stycznia 201218:15 | Roberto García Parrondo 6 · Joan Cañellas 5 · Cristian Ugalde 5 · Raúl Entrerríos 4 · Alberto Entrerríos 3 · Víctor Tomás 3 · Julen Aguinagalde 2 · Juanín García Lorenzana 1 · Daniel Sarmiento 1 | 30:27(17:11) | 8 Konstantin Igropuło · 5 Aleksander Czernoiwanow · 4 Timur Dibirow · 3 Siergiej Szelmienko · 2 Pawieł Atman · 2 Michaił Czipurin · 2 Dmitrij Kowaljew · 1 Witalij Iwanow | SPC Vojvodina, Nowy Sad Widzów: 4 000 Sędzia: Nenad Nikolić, Dušan Stojković |
| 20 stycznia 201218:15 | 3× · 3× | 30:27(17:11) | 4× · 3× · 1× | SPC Vojvodina, Nowy Sad Widzów: 4 000 Sędzia: Nenad Nikolić, Dušan Stojković |

| 20 stycznia 201220:15 | Francja | 23:26(14:12) | Węgry | SPC Vojvodina, Nowy Sad Widzów: 5 000 Sędzia: Sławe Nikołow, Ǵorgi Naczewski |
| 20 stycznia 201220:15 | Xavier Barachet 5 · Arnaud Bingo 4 · Nikola Karabatić 3 · Daniel Narcisse 3 · Jérôme Fernandez 2 · Bertrand Gille 2 · Guillaume Joli 2 · Luc Abalo 1 · Didier Dinart 1 | 23:26(14:12) | 6 Szabolcs Zubai · 5 Gergely Harsányi · 3 Milorad Krivokapić · 3 Tamás Mocsai · 2 Gábor Császár · 2 Gergő Iváncsik · 2 Barna Putics · 1 Gábor Ancsin · 1 Ferenc Ilyés · 1 Kornél Nagy | SPC Vojvodina, Nowy Sad Widzów: 5 000 Sędzia: Sławe Nikołow, Ǵorgi Naczewski |
| 20 stycznia 201220:15 | 2× · 3× | 23:26(14:12) | 3× · 3× | SPC Vojvodina, Nowy Sad Widzów: 5 000 Sędzia: Sławe Nikołow, Ǵorgi Naczewski |

### Grupa D
| 16 stycznia 201218:10 | Norwegia | 28:27(14:14) | Słowenia | Centar Milenijum, Vršac Widzów: 3 000 Sędzia: Václav Horáček, Jiří Novotný |
| 16 stycznia 201218:10 | Erlend Mamelund 6 · Bjarte Myrhol 6 · Christoffer Rambo 6 · Einar Riegelhuth Koren 4 · Håvard Tvedten 3 · Sondre Paulsen 2 · Børge Lund 1 | 28:27(14:14) | 5 Dragan Gajić · 5 Uroš Zorman · 4 Sebastian Skube · 4 David Špiler · 3 Jure Dolenec · 3 Luka Žvižej · 1 Jure Dobelšek · 1 David Miklavčič · 1 Peter Pucelj | Centar Milenijum, Vršac Widzów: 3 000 Sędzia: Václav Horáček, Jiří Novotný |
| 16 stycznia 201218:10 | 5× · 3× · 1× | 28:27(14:14) | 9× · 2× · 2× | Centar Milenijum, Vršac Widzów: 3 000 Sędzia: Václav Horáček, Jiří Novotný |

| 16 stycznia 201220:10 | Chorwacja | 31:29(14:15) | Islandia | Centar Milenijum, Vršac Widzów: 2 500 Sędzia: Lars Geipel, Marcus Helbig |
| 16 stycznia 201220:10 | Manuel Štrlek 8 · Denis Buntić 5 · Ivan Čupić 5 · Blaženko Lacković 5 · Domagoj Duvnjak 4 · Igor Vori 3 · Marko Kopljar 1 | 31:29(14:15) | 8 Guðjón Valur Sigurðsson · 5 Arnór Atlason · 5 Aron Pálmarsson · 4 Alexander Petersson · 3 Ásgeir Örn Hallgrímsson · 2 Þórir Ólafsson · 2 Vignir Svavarsson | Centar Milenijum, Vršac Widzów: 2 500 Sędzia: Lars Geipel, Marcus Helbig |
| 16 stycznia 201220:10 | 4× · 3× | 31:29(14:15) | 4× · 3× | Centar Milenijum, Vršac Widzów: 2 500 Sędzia: Lars Geipel, Marcus Helbig |

| 18 stycznia 201218:10 | Słowenia | 29:31(12:16) | Chorwacja | Centar Milenijum, Vršac Widzów: 3 800 Sędzia: Sławe Nikołow, Ǵorgi Naczewski |
| 18 stycznia 201218:10 | Dragan Gajić 8 · Miha Žvižej 7 · Jure Dolenec 4 · Luka Žvižej 4 · David Špiler 3 · David Miklavčič 2 · Uroš Zorman 1 | 29:31(12:16) | 9 Ivan Čupić · 6 Blaženko Lacković · 4 Domagoj Duvnjak · 3 Ivano Balić · 3 Igor Vori · 2 Denis Buntić · 2 Marko Kopljar · 2 Manuel Štrlek | Centar Milenijum, Vršac Widzów: 3 800 Sędzia: Sławe Nikołow, Ǵorgi Naczewski |
| 18 stycznia 201218:10 | 5× · 3× | 29:31(12:16) | 4× · 3× | Centar Milenijum, Vršac Widzów: 3 800 Sędzia: Sławe Nikołow, Ǵorgi Naczewski |

| 18 stycznia 201220:10 | Islandia | 34:32(18:20) | Norwegia | Centar Milenijum, Vršac Widzów: 3 000 Sędzia: Per Olesen, Lars Ejby Pedersen |
| 18 stycznia 201220:10 | Róbert Gunnarsson 9 · Guðjón Valur Sigurðsson 8 · Aron Pálmarsson 5 · Alexander Petersson 5 · Þórir Ólafsson 3 · Ásgeir Örn Hallgrímsson 2 · Arnór Atlason 1 · Vignir Svavarsson 1 | 34:32(18:20) | 10 Erlend Mamelund · 5 Lars Erik Bjørnsen · 3 Espen Lie Hansen · 3 Einar Riegelhuth Koren · 3 Børge Lund · 3 Bjarte Myrhol · 2 Christoffer Rambo · 2 Håvard Tvedten · 1 Vegard Samdahl | Centar Milenijum, Vršac Widzów: 3 000 Sędzia: Per Olesen, Lars Ejby Pedersen |
| 18 stycznia 201220:10 | 4× · 3× | 34:32(18:20) | 4× · 3× | Centar Milenijum, Vršac Widzów: 3 000 Sędzia: Per Olesen, Lars Ejby Pedersen |

| 20 stycznia 201218:10 | Islandia | 32:34(13:17) | Słowenia | Centar Milenijum, Vršac Widzów: 3 800 Sędzia: Lars Geipel, Marcus Helbig |
| 20 stycznia 201218:10 | Guðjón Valur Sigurðsson 9 · Arnór Atlason 5 · Alexander Petersson 4 · Sverre Andreas Jakobsson 3 · Kári Kristján Kristjánsson 3 · Þórir Ólafsson 3 · Aron Pálmarsson 3 · Róbert Gunnarsson 1 · Vignir Svavarsson 1 | 32:34(13:17) | 7 Dragan Gajić · 7 Sebastian Skube · 6 Jure Dolenec · 3 Uroš Zorman · 2 Jure Dobelšek · 2 Luka Žvižej · 2 Miha Žvižej · 1 Matjaž Brumen · 1 Borut Mačkovšek · 1 David Miklavčič · 1 Peter Pucelj · 1 David Špiler | Centar Milenijum, Vršac Widzów: 3 800 Sędzia: Lars Geipel, Marcus Helbig |
| 20 stycznia 201218:10 | 3× · 2× | 32:34(13:17) | 5× · 3× | Centar Milenijum, Vršac Widzów: 3 800 Sędzia: Lars Geipel, Marcus Helbig |

| 20 stycznia 201220:10 | Chorwacja | 26:20(13:8) | Norwegia | Centar Milenijum, Vršac Widzów: 3 000 Sędzia: Sorin-Laurenţiu Dinu, Constantin Din |
| 20 stycznia 201220:10 | Ivan Čupić 6 · Denis Buntić 4 · Zlatko Horvat 3 · Blaženko Lacković 3 · Manuel Štrlek 3 · Ivano Balić 2 · Ivan Ninčević 2 · Damir Bičanić 1 · Domagoj Duvnjak 1 · Marko Kopljar 1 | 26:20(13:8) | 6 Erlend Mamelund · 5 Håvard Tvedten · 2 Kenneth Klev · 2 Børge Lund · 2 Bjarte Myrhol · 1 Lars Erik Bjørnsen · 1 Einar Riegelhuth Koren · 1 Christoffer Rambo | Centar Milenijum, Vršac Widzów: 3 000 Sędzia: Sorin-Laurenţiu Dinu, Constantin Din |
| 20 stycznia 201220:10 | 3× · 3× | 26:20(13:8) | 7× · 3× | Centar Milenijum, Vršac Widzów: 3 000 Sędzia: Sorin-Laurenţiu Dinu, Constantin Din |

## Faza zasadnicza

### Grupa 1
| 21 stycznia 201218:15 | Dania | 33:32(16:19) | Macedonia Północna | Beogradzka Arena, Belgrad Widzów: 17 000 Sędzia: Óscar Raluy López, Ángel Luis Sabroso |
| 21 stycznia 201218:15 | Mikkel Hansen 12 · Hans Lindberg 8 · Bo Spellerberg 5 · Rasmus Lauge 3 · Lars Christiansen 2 · Rene Toft Hansen 2 · Kasper Søndergaard Sarup 1 | 33:32(16:19) | 13 Kirił Łazarow · 7 Stojancze Stoiłow · 4 Stewcze Ałuszowski · 3 Naumcze Mojsowski · 2 Filip Łazarow · 1 Velko Markoski · 1 Filip Mirkułowski · 1 Władimir Temełkow | Beogradzka Arena, Belgrad Widzów: 17 000 Sędzia: Óscar Raluy López, Ángel Luis Sabroso |
| 21 stycznia 201218:15 | 3× · 3× | 33:32(16:19) | 2× · 2× | Beogradzka Arena, Belgrad Widzów: 17 000 Sędzia: Óscar Raluy López, Ángel Luis Sabroso |

| 21 stycznia 201216:15 | Polska | 29:29(9:20) | Szwecja | Beogradzka Arena, Belgrad Widzów: 6 003 Sędzia: Nordine Lazaar, Laurent Reveret |
| 21 stycznia 201216:15 | Bartłomiej Jaszka 8 · Adam Wiśniewski 5 · Michał Jurecki 4 · Patryk Kuchczyński 4 · Tomasz Tłuczyński 3 · Mariusz Jurkiewicz 2 · Kamil Syprzak 2 · Karol Bielecki 1 | 29:29(9:20) | 7 Niclas Ekberg · 6 Henrik Lundström · 4 Jonas Larholm · 4 Andreas Nilsson · 2 Kim Andersson · 2 Kim Ekdahl Du Rietz · 2 Johan Jakobsson · 1 Dalibor Doder · 1 Tobias Karlsson | Beogradzka Arena, Belgrad Widzów: 6 003 Sędzia: Nordine Lazaar, Laurent Reveret |
| 21 stycznia 201216:15 | 4× · 2× | 29:29(9:20) | 3× · 3× | Beogradzka Arena, Belgrad Widzów: 6 003 Sędzia: Nordine Lazaar, Laurent Reveret |

| 21 stycznia 201220:15 | Serbia | 21:21(12:7) | Niemcy | Beogradzka Arena, Belgrad Widzów: 19 500 Sędzia: Kenneth Abrahamsen, Arne M. Kristiansen |
| 21 stycznia 201220:15 | Momir Ilić 6 · Ivan Nikčević 4 · Ivan Stanković 3 · Dalibor Čutura 2 · Rajko Prodanović 2 · Rastko Stojković 2 · Nikola Manojlović 1 · Alem Toskić 1 | 21:21(12:7) | 5 Uwe Gensheimer · 4 Holger Glandorf · 4 Patrick Groetzki · 2 Sven-Sören Christophersen · 2 Lars Kaufmann · 2 Oliver Roggisch · 1 Adrian Pfahl · 1 Christoph Theuerkauf | Beogradzka Arena, Belgrad Widzów: 19 500 Sędzia: Kenneth Abrahamsen, Arne M. Kristiansen |
| 21 stycznia 201220:15 | 4× · 3× | 21:21(12:7) | 4× · 3× | Beogradzka Arena, Belgrad Widzów: 19 500 Sędzia: Kenneth Abrahamsen, Arne M. Kristiansen |

| 23 stycznia 201218:20 | Dania | 28:26(17:14) | Niemcy | Beogradzka Arena, Belgrad Widzów: 7 000 Sędzia: Nenad Krstič, Peter Ljubič |
| 23 stycznia 201218:20 | Anders Eggert 7 · Hans Lindberg 5 · Mikkel Hansen 4 · Thomas Mogensen 4 · Nikolaj Markussen 2 · Kasper Søndergaard Sarup 2 · René Toft Hansen 2 · Rasmus Lauge 1 · Henrik Toft Hansen 1 | 28:26(17:14) | 4 Uwe Gensheimer · 4 Michael Haaß · 4 Lars Kaufmann · 4 Christoph Theuerkauf · 3 Holger Glandorf · 3 Christian Sprenger · 2 Dominik Klein · 2 Patrick Wiencek | Beogradzka Arena, Belgrad Widzów: 7 000 Sędzia: Nenad Krstič, Peter Ljubič |
| 23 stycznia 201218:20 | 2× · 3× | 28:26(17:14) | 3× · 3× | Beogradzka Arena, Belgrad Widzów: 7 000 Sędzia: Nenad Krstič, Peter Ljubič |

| 23 stycznia 201220:20 | Serbia | 24:21(14:11) | Szwecja | Beogradzka Arena, Belgrad Widzów: 17 000 Sędzia: Óscar Raluy López, Ángel Luis Sabroso |
| 23 stycznia 201220:20 | Marko Vujin 5 · Žarko Šešum 4 · Dalibor Čutura 3 · Ivan Nikčević 3 · Rajko Prodanović 3 · Momir Ilić 2 · Rastko Stojković 2 · Dobrivoje Marković 1 · Ivan Stanković 1 | 24:21(14:11) | 8 Kim Ekdahl Du Rietz · 4 Niclas Ekberg · 3 Johan Jakobsson · 2 Kim Andersson · 2 Henrik Lundström · 1 Tobias Karlsson · 1 Jonathan Stenbäcken | Beogradzka Arena, Belgrad Widzów: 17 000 Sędzia: Óscar Raluy López, Ángel Luis Sabroso |
| 23 stycznia 201220:20 | 3× · 3× | 24:21(14:11) | 3× · 3× | Beogradzka Arena, Belgrad Widzów: 17 000 Sędzia: Óscar Raluy López, Ángel Luis Sabroso |

| 23 stycznia 201216:20 | Polska | 25:27(12:18) | Macedonia Północna | Beogradzka Arena, Belgrad Widzów: 3 700 Sędzia: Hlynur Leifsson, Anton Palsson |
| 23 stycznia 201216:20 | Bartosz Jurecki 5 · Krzysztof Lijewski 4 · Tomasz Tłuczyński 4 · Robert Orzechowski 3 · Mariusz Jurkiewicz 2 · Kamil Syprzak 2 · Grzegorz Tkaczyk 2 · Bartłomiej Jaszka 1 · Michał Jurecki 1 · Adam Wiśniewski 1 | 25:27(12:18) | 9 Kirił Łazarow · 4 Stewcze Ałuszowski · 4 Naumcze Mojsowski · 4 Władimir Temełkow · 2 Filip Mirkułowski · 1 Wanczo Dimowski · 1 Filip Łazarow · 1 Velko Markoski · 1 Stojancze Stoiłow | Beogradzka Arena, Belgrad Widzów: 3 700 Sędzia: Hlynur Leifsson, Anton Palsson |
| 23 stycznia 201216:20 | 5× · 2× | 25:27(12:18) | 4× · 3× | Beogradzka Arena, Belgrad Widzów: 3 700 Sędzia: Hlynur Leifsson, Anton Palsson |

| 25 stycznia 201220:15 | Serbia | 19:22(10:11) | Macedonia Północna | Beogradzka Arena, Belgrad Widzów: 12 000 Sędzia: Kenneth Abrahamsen, Arne M. Kristiansen |
| 25 stycznia 201220:15 | Marko Vujin 5 · Žarko Šešum 4 · Petar Nenadić 3 · Dobrivoje Marković 2 · Ivan Stanković 2 · Ivan Nikčević 1 · Rajko Prodanović 1 · Rastko Stojković 1 | 19:22(10:11) | 10 Kirił Łazarow · 3 Wanczo Dimowski · 2 Filip Łazarow · 2 Złatko Mojsoski · 2 Stojancze Stoiłow · 1 Stewcze Ałuszowski · 1 Naumcze Mojsowski · 1 Władimir Temełkow | Beogradzka Arena, Belgrad Widzów: 12 000 Sędzia: Kenneth Abrahamsen, Arne M. Kristiansen |
| 25 stycznia 201220:15 | 1× · 3× | 19:22(10:11) | 4× · 2× | Beogradzka Arena, Belgrad Widzów: 12 000 Sędzia: Kenneth Abrahamsen, Arne M. Kristiansen |

| 25 stycznia 201216:15 | Polska | 33:32(18:17) | Niemcy | Beogradzka Arena, Belgrad Widzów: 1 000 Sędzia: Óscar Raluy López, Ángel Luis Sabroso |
| 25 stycznia 201216:15 | Bartosz Jurecki 5 · Patryk Kuchczyński 5 · Karol Bielecki 4 · Krzysztof Lijewski 4 · Adam Wiśniewski 4 · Bartłomiej Jaszka 3 · Kamil Syprzak 3 · Michał Jurecki 2 · Tomasz Tłuczyński 2 · Grzegorz Tkaczyk 1 | 33:32(18:17) | 7 Dominik Klein · 7 Christian Sprenger · 5 Christoph Theuerkauf · 3 Lars Kaufmann · 2 Uwe Gensheimer · 2 Holger Glandorf · 2 Pascal Hens · 1 Sven-Sören Christophersen · 1 Patrick Groetzki · 1 Michael Haaß · 1 Oliver Roggisch | Beogradzka Arena, Belgrad Widzów: 1 000 Sędzia: Óscar Raluy López, Ángel Luis Sabroso |
| 25 stycznia 201216:15 | 4× · 2× | 33:32(18:17) | 8× · 3× · 1× | Beogradzka Arena, Belgrad Widzów: 1 000 Sędzia: Óscar Raluy López, Ángel Luis Sabroso |

| 25 stycznia 201218:15 | Dania | 31:24(18:11) | Szwecja | Beogradzka Arena, Belgrad Widzów: 5 200 Sędzia: Nenad Krstič, Peter Ljubič |
| 25 stycznia 201218:15 | Anders Eggert 7 · Mikkel Hansen 5 · Kasper Søndergaard Sarup 4 · Lasse Svan Hansen 4 · Lars Christiansen 3 · Henrik Toft Hansen 3 · Bo Spellerberg 2 · Hans Lindberg 1 · Thomas Mogensen 1 · Kasper Nielsen 1 | 31:24(18:11) | 8 Kim Andersson · 4 Henrik Lundström · 2 Dalibor Doder · 2 Niclas Ekberg · 2 Kim Ekdahl Du Rietz · 2 Johan Jakobsson · 2 Andreas Nilsson · 1 Tobias Karlsson · 1 Fredrik Petersson | Beogradzka Arena, Belgrad Widzów: 5 200 Sędzia: Nenad Krstič, Peter Ljubič |
| 25 stycznia 201218:15 | 1× · 3× | 31:24(18:11) | 5× · 3× | Beogradzka Arena, Belgrad Widzów: 5 200 Sędzia: Nenad Krstič, Peter Ljubič |

### Grupa 2
| 22 stycznia 201218:10 | Francja | 28:26(14:15) | Słowenia | SPC Vojvodina, Nowy Sad Widzów: 4 700 Sędzia: Sorin-Laurenţiu Dinu, Constantin Din |
| 22 stycznia 201218:10 | Xavier Barachet 6 · Luc Abalo 4 · Guillaume Joli 4 · William Accambray 3 · Bertrand Gille 3 · Arnaud Bingo 2 · Jérôme Fernandez 2 · Samuel Honrubia 2 · Nikola Karabatić 2 | 28:26(14:15) | 6 Luka Žvižej · 5 Dragan Gajić · 3 Jure Dolenec · 3 David Špiler · 2 Marko Bezjak · 2 Jure Dobelšek · 2 Uroš Zorman · 1 David Miklavčič · 1 Sebastian Skube · 1 Miha Žvižej | SPC Vojvodina, Nowy Sad Widzów: 4 700 Sędzia: Sorin-Laurenţiu Dinu, Constantin Din |
| 22 stycznia 201218:10 | 3× · 3× | 28:26(14:15) | 7× · 3× | SPC Vojvodina, Nowy Sad Widzów: 4 700 Sędzia: Sorin-Laurenţiu Dinu, Constantin Din |

| 22 stycznia 201216:10 | Węgry | 21:27(10:14) | Islandia | SPC Vojvodina, Nowy Sad Widzów: 4 500 Sędzia: Nenad Nikolić, Dušan Stojković |
| 22 stycznia 201216:10 | Gábor Császár 7 · Ferenc Ilyés 5 · Gergely Harsányi 3 · Tamás Mocsai 2 · Gábor Ancsin 1 · Gergő Iváncsik 1 · Barna Putics 1 · Attila Vadkerti 1 | 21:27(10:14) | 5 Arnór Atlason · 5 Guðjón Valur Sigurðsson · 4 Róbert Gunnarsson · 4 Þórir Ólafsson · 3 Vignir Svavarsson · 2 Ásgeir Örn Hallgrímsson · 2 Aron Pálmarsson · 1 Rúnar Kárason · 1 Ólafur Bjarki Ragnarsson | SPC Vojvodina, Nowy Sad Widzów: 4 500 Sędzia: Nenad Nikolić, Dušan Stojković |
| 22 stycznia 201216:10 | 4× · 3× | 21:27(10:14) | 6× · 3× | SPC Vojvodina, Nowy Sad Widzów: 4 500 Sędzia: Nenad Nikolić, Dušan Stojković |

| 22 stycznia 201220:10 | Hiszpania | 24:22(11:14) | Chorwacja | SPC Vojvodina, Nowy Sad Widzów: 7 500 Sędzia: Václav Horáček, Jiří Novotný |
| 22 stycznia 201220:10 | Víctor Tomás 5 · Eduardo Gurbindo 3 · Iker Romero Fernández 3 · Joan Cañellas 2 · Raúl Entrerríos 2 · Roberto García Parrondo 2 · Jorge Maqueda 2 · Daniel Sarmiento 2 · Julen Aguinagalde 1 · Juanín García Lorenzana 1 · Cristian Ugalde 1 | 24:22(11:14) | 5 Ivan Čupić · 4 Blaženko Lacković · 4 Manuel Štrlek · 2 Denis Buntić · 2 Marko Kopljar · 1 Domagoj Duvnjak · 1 Jakov Gojun · 1 Ivan Ninčević · 1 Igor Vori · 1 Drago Vuković | SPC Vojvodina, Nowy Sad Widzów: 7 500 Sędzia: Václav Horáček, Jiří Novotný |
| 22 stycznia 201220:10 | 3× · 3× | 24:22(11:14) | 3× · 3× | SPC Vojvodina, Nowy Sad Widzów: 7 500 Sędzia: Václav Horáček, Jiří Novotný |

| 24 stycznia 201218:10 | Francja | 22:29(12:11) | Chorwacja | SPC Vojvodina, Nowy Sad Widzów: 7 500 Sędzia: Kenneth Abrahamsen, Arne M. Kristiansen |
| 24 stycznia 201218:10 | Xavier Barachet 4 · Jérôme Fernandez 4 · Luc Abalo 3 · Bertrand Gille 3 · Arnaud Bingo 2 · Guillaume Joli 2 · Daniel Narcisse 2 · Cédric Sorhaindo 2 | 22:29(12:11) | 7 Ivan Čupić · 7 Marko Kopljar · 4 Blaženko Lacković · 2 Domagoj Duvnjak · 2 Zlatko Horvat · 2 Ivan Ninčević · 2 Drago Vuković · 1 Damir Bičanić · 1 Željko Musa · 1 Igor Vori | SPC Vojvodina, Nowy Sad Widzów: 7 500 Sędzia: Kenneth Abrahamsen, Arne M. Kristiansen |
| 24 stycznia 201218:10 | 2× · 3× | 22:29(12:11) | 3× · 3× | SPC Vojvodina, Nowy Sad Widzów: 7 500 Sędzia: Kenneth Abrahamsen, Arne M. Kristiansen |

| 24 stycznia 201216:10 | Hiszpania | 31:26(17:13) | Islandia | SPC Vojvodina, Nowy Sad Widzów: 2 500 Sędzia: Sławe Nikołow, Ǵorgi Naczewski |
| 24 stycznia 201216:10 | Julen Aguinagalde 5 · Iker Romero Fernández 4 · Víctor Tomás 4 · Alberto Entrerríos 3 · Eduardo Gurbindo 3 · Joan Cañellas 2 · Juanín García Lorenzana 2 · Jorge Maqueda 2 · Roberto García Parrondo 2 · Daniel Sarmiento 2 · Cristian Ugalde 2 | 31:26(17:13) | 6 Guðjón Valur Sigurðsson · 4 Rúnar Kárason · 3 Arnór Atlason · 3 Ásgeir Örn Hallgrímsson · 3 Kári Kristján Kristjánsson · 3 Aron Pálmarsson · 2 Þórir Ólafsson · 1 Ólafur Guðmundsson · 1 Vignir Svavarsson | SPC Vojvodina, Nowy Sad Widzów: 2 500 Sędzia: Sławe Nikołow, Ǵorgi Naczewski |
| 24 stycznia 201216:10 | 2× · 3× | 31:26(17:13) | 2× · 3× | SPC Vojvodina, Nowy Sad Widzów: 2 500 Sędzia: Sławe Nikołow, Ǵorgi Naczewski |

| 24 stycznia 201220:10 | Węgry | 30:32(13:14) | Słowenia | SPC Vojvodina, Nowy Sad Widzów: 6 800 Sędzia: Lars Geipel, Marcus Helbig |
| 24 stycznia 201220:10 | Barna Putics 7 · Gábor Császár 5 · Milorad Krivokapić 4 · Gergő Iváncsik 3 · Gábor Ancsin 2 · Gergely Harsányi 2 · Tamás Mocsai 2 · Szabolcs Zubai 2 · Ferenc Ilyés 1 · Balázs Laluska 1 · Szabolcs Szöllősi 1 | 30:32(13:14) | 13 Dragan Gajić · 5 Jure Dolenec · 3 David Miklavčič · 3 Uroš Zorman · 2 Jure Dobelšek · 2 Borut Mačkovšek · 2 Luka Žvižej · 1 David Špiler · 1 Miha Žvižej | SPC Vojvodina, Nowy Sad Widzów: 6 800 Sędzia: Lars Geipel, Marcus Helbig |
| 24 stycznia 201220:10 | 5× · 3× · 1× | 30:32(13:14) | 6× · 3× | SPC Vojvodina, Nowy Sad Widzów: 6 800 Sędzia: Lars Geipel, Marcus Helbig |

| 25 stycznia 201218:10 | Hiszpania | 35:32(15:15) | Słowenia | SPC Vojvodina, Nowy Sad Widzów: 3 200 Sędzia: Lars Geipel, Marcus Helbig |
| 25 stycznia 201218:10 | Iker Romero Fernández 7 · Joan Cañellas 6 · Raúl Entrerríos 4 · Roberto García Parrondo 4 · Juanín García Lorenzana 3 · Gedeón Guardiola 3 · Eduardo Gurbindo 3 · Daniel Sarmiento 3 · Jorge Maqueda 2 | 35:32(15:15) | 7 Luka Žvižej · 6 Dragan Gajić · 6 Sebastian Skube · 4 Miha Žvižej · 3 Peter Pucelj · 2 Jure Dolenec · 1 Marko Bezjak · 1 David Miklavčič · 1 David Špiler · 1 Uroš Zorman | SPC Vojvodina, Nowy Sad Widzów: 3 200 Sędzia: Lars Geipel, Marcus Helbig |
| 25 stycznia 201218:10 | 3× | 35:32(15:15) | 3× · 3× | SPC Vojvodina, Nowy Sad Widzów: 3 200 Sędzia: Lars Geipel, Marcus Helbig |

| 25 stycznia 201220:10 | Węgry | 24:24(13:12) | Chorwacja | SPC Vojvodina, Nowy Sad Widzów: 5 500 Sędzia: Sorin-Laurenţiu Dinu, Constantin Din |
| 25 stycznia 201220:10 | Gábor Császár 14 · Ferenc Ilyés 3 · Milorad Krivokapić 2 · Gergely Harsányi 1 · Tamás Mocsai 1 · Barna Putics 1 · Attila Vadkerti 1 · Szabolcs Zubai 1 | 24:24(13:12) | 11 Zlatko Horvat · 5 Denis Buntić · 3 Ivan Ninčević · 2 Damir Bičanić · 1 Domagoj Duvnjak · 1 Marko Kopljar · 1 Drago Vuković | SPC Vojvodina, Nowy Sad Widzów: 5 500 Sędzia: Sorin-Laurenţiu Dinu, Constantin Din |
| 25 stycznia 201220:10 | 3× · 2× | 24:24(13:12) | 4× · 3× | SPC Vojvodina, Nowy Sad Widzów: 5 500 Sędzia: Sorin-Laurenţiu Dinu, Constantin Din |

| 25 stycznia 201216:10 | Francja | 29:29(12:15) | Islandia | SPC Vojvodina, Nowy Sad Widzów: 2 800 Sędzia: Nenad Nikolić, Dušan Stojković |
| 25 stycznia 201216:10 | William Accambray 10 · Grégoire Detrez 4 · Jérôme Fernandez 3 · Luc Abalo 2 · Bertrand Gille 2 · Samuel Honrubia 2 · Daniel Narcisse 2 · Cédric Sorhaindo 2 · Guillaume Gille 1 · Guillaume Joli 1 | 29:29(12:15) | 5 Guðjón Valur Sigurðsson · 4 Róbert Gunnarsson · 4 Rúnar Kárason · 4 Þórir Ólafsson · 4 Aron Pálmarsson · 3 Ásgeir Örn Hallgrímsson · 2 Arnór Atlason · 2 Ólafur Bjarki Ragnarsson · 1 Vignir Svavarsson | SPC Vojvodina, Nowy Sad Widzów: 2 800 Sędzia: Nenad Nikolić, Dušan Stojković |
| 25 stycznia 201216:10 | 2× · 3× | 29:29(12:15) | 1× · 3× | SPC Vojvodina, Nowy Sad Widzów: 2 800 Sędzia: Nenad Nikolić, Dušan Stojković |

## Faza pucharowa

### Mecz o 5. miejsce
| 27 stycznia 201215:15 | Macedonia Północna | 28:27(16:12) | Słowenia | Beogradzka Arena, Belgrad Widzów: 5 500 Sędzia: Óscar Raluy López, Ángel Luis Sabroso |
| 27 stycznia 201215:15 | Kirił Łazarow 8 · Stojancze Stoiłow 6 · Stewcze Ałuszowski 4 · Filip Mirkułowski 3 · Władimir Temełkow 3 · Naumcze Mojsowski 2 · Wanczo Dimowski 1 · Filip Łazarow 1 | 28:27(16:12) | 7 Jure Dolenec · 6 Luka Žvižej · 4 Matjaž Brumen · 4 Dragan Gajić · 4 Uroš Zorman · 1 Jure Dobelšek · 1 David Špiler | Beogradzka Arena, Belgrad Widzów: 5 500 Sędzia: Óscar Raluy López, Ángel Luis Sabroso |
| 27 stycznia 201215:15 | 5× · 3× | 28:27(16:12) | 6× · 3× | Beogradzka Arena, Belgrad Widzów: 5 500 Sędzia: Óscar Raluy López, Ángel Luis Sabroso |

### Mecze o miejsca 1–4
|  |             |           |           |                   |    |        |        |       |
|  | Półfinały   | Półfinały | Półfinały |                   |    | Finał  | Finał  | Finał |
|  | Półfinały   | Półfinały | Półfinały |                   |    | Finał  | Finał  | Finał |
|  | 27 stycznia |           |           |                   |    |        |        |       |
|  |             |           |           |                   |    |        |        |       |
|  | Serbia      | Serbia    | 26        |                   |    |        |        |       |
|  | Serbia      | Serbia    | 26        | 29 stycznia       |    |        |        |       |
|  | Chorwacja   | Chorwacja | 22        |                   |    |        |        |       |
|  | Chorwacja   | Chorwacja | 22        |                   |    | Serbia | Serbia | 19    |
|  | 27 stycznia |           |           |                   |    | Serbia | Serbia | 19    |
|  |             |           | Dania     | Dania             | 21 |        |        |       |
|  | Hiszpania   | Hiszpania | Dania     | Dania             | 21 | 24     |        |       |
|  | Hiszpania   | Hiszpania |           |                   |    |        |        |       |
|  | Dania       | Dania     | 25        |                   |    |        |        |       |
|  | Dania       | Dania     | 25        | Mecz o 3. miejsce |    |        |        |       |
|  |             |           |           |                   |    |        |        |       |
|  | 29 stycznia |           |           |                   |    |        |        |       |
|  |             |           |           |                   |    |        |        |       |
|  | Chorwacja   | Chorwacja | 31        |                   |    |        |        |       |
|  | Chorwacja   | Chorwacja | 31        |                   |    |        |        |       |
|  | Hiszpania   | Hiszpania | 27        |                   |    |        |        |       |
|  | Hiszpania   | Hiszpania | 27        |                   |    |        |        |       |

| 27 stycznia 201220:15 | Serbia | 26:22(13:14) | Chorwacja | Beogradzka Arena, Belgrad Widzów: 20 000 Sędzia: Nordine Lazaar, Laurent Reveret |
| 27 stycznia 201220:15 | Momir Ilić 8 · Marko Vujin 6 · Ivan Nikčević 4 · Ivan Stanković 3 · Alem Toskić 3 · Nikola Manojlović 1 · Rajko Prodanović 1 | 26:22(13:14) | 7 Marko Kopljar · 4 Igor Vori · 3 Ivan Čupić · 3 Blaženko Lacković · 2 Ivano Balić · 1 Denis Buntić · 1 Zlatko Horvat · 1 Ivan Ninčević | Beogradzka Arena, Belgrad Widzów: 20 000 Sędzia: Nordine Lazaar, Laurent Reveret |
| 27 stycznia 201220:15 | 3× · 3× | 26:22(13:14) | 2× · 3× | Beogradzka Arena, Belgrad Widzów: 20 000 Sędzia: Nordine Lazaar, Laurent Reveret |

| 27 stycznia 201217:45 | Dania | 25:24(12:10) | Hiszpania | Beogradzka Arena, Belgrad Widzów: 14 000 Sędzia: Nenad Krstič, Peter Ljubič |
| 27 stycznia 201217:45 | Rasmus Lauge 6 · Mikkel Hansen 4 · Rene Toft Hansen 4 · Anders Eggert 3 · Thomas Mogensen 3 · Henrik Toft Hansen 2 · Lars Christiansen 1 · Hans Lindberg 1 · Lasse Svan Hansen 1 | 25:24(12:10) | 5 Julen Aguinagalde · 4 Jorge Maqueda · 3 Raúl Entrerríos · 2 Iker Romero Fernández · 2 Daniel Sarmiento · 2 Víctor Tomás · 2 Cristian Ugalde · 1 Juanín García Lorenzana · 1 Roberto García Parrondo · 1 Eduardo Gurbindo · 1 Viran Morros | Beogradzka Arena, Belgrad Widzów: 14 000 Sędzia: Nenad Krstič, Peter Ljubič |
| 27 stycznia 201217:45 | 3× · 3× | 25:24(12:10) | 3× · 3× | Beogradzka Arena, Belgrad Widzów: 14 000 Sędzia: Nenad Krstič, Peter Ljubič |

### Mecz o 3. miejsce
| 29 stycznia 201214:30 | Chorwacja | 31:27(13:12) | Hiszpania | Beogradzka Arena, Belgrad Widzów: 8 500 Sędzia: Lars Geipel, Marcus Helbig |
| 29 stycznia 201214:30 | Ivan Čupić 7 · Blaženko Lacković 7 · Igor Vori 6 · Marko Kopljar 4 · Ivan Ninčević 4 · Ivano Balić 1 · Jakov Gojun 1 · Drago Vuković 1 | 31:27(13:12) | 7 Daniel Sarmiento · 6 Iker Romero Fernández · 4 Víctor Tomás · 3 Roberto García Parrondo · 2 Julen Aguinagalde · 1 Joan Cañellas · 1 Alberto Entrerríos · 1 Raúl Entrerríos · 1 Eduardo Gurbindo · 1 Jorge Maqueda | Beogradzka Arena, Belgrad Widzów: 8 500 Sędzia: Lars Geipel, Marcus Helbig |
| 29 stycznia 201214:30 | 5× · 3× | 31:27(13:12) | 2× · 3× | Beogradzka Arena, Belgrad Widzów: 8 500 Sędzia: Lars Geipel, Marcus Helbig |

### Finał
| 29 stycznia 201217:00 | Serbia | 19:21(7:9) | Dania | Beogradzka Arena, Belgrad Widzów: 19 800 Sędzia: Kenneth Abrahamsen, Arne M. Kristiansen |
| 29 stycznia 201217:00 | Rajko Prodanović 4 · Nenad Vučković 3 · Momir Ilić 2 · Ivan Nikčević 2 · Rastko Stojković 2 · Alem Toskić 2 · Marko Vujin 2 · Bojan Beljański 1 · Nikola Manojlović 1 | 19:21(7:9) | 9 Mikkel Hansen · 3 Anders Eggert · 2 Rasmus Lauge · 2 Hans Lindberg · 2 Nikolaj Markussen · 1 Kasper Søndergaard Sarup · 1 Bo Spellerberg · 1 René Toft Hansen | Beogradzka Arena, Belgrad Widzów: 19 800 Sędzia: Kenneth Abrahamsen, Arne M. Kristiansen |
| 29 stycznia 201217:00 | 4× · 1× | 19:21(7:9) | 3× · 2× | Beogradzka Arena, Belgrad Widzów: 19 800 Sędzia: Kenneth Abrahamsen, Arne M. Kristiansen |

## Klasyfikacja końcowa
| Miejsce | Reprezentacja      | Uwagi                                   |
| ------- | ------------------ | --------------------------------------- |
| złoto   | Dania              | awans: MŚ 2013, IO 2012                 |
| srebro  | Serbia             | awans: MŚ 2013, kwalifikacje do IO 2012 |
| brąz    | Chorwacja          | awans: MŚ 2013                          |
| 4.      | Hiszpania          |                                         |
| 5.      | Macedonia Północna | awans: kwalifikacje do IO 2012          |
| 6.      | Słowenia           |                                         |
| 7.      | Niemcy             |                                         |
| 8.      | Węgry              |                                         |
| 9.      | Polska             |                                         |
| 10.     | Islandia           |                                         |
| 11.     | Francja            |                                         |
| 12.     | Szwecja            |                                         |
| 13.     | Norwegia           |                                         |
| 14.     | Czechy             |                                         |
| 15.     | Rosja              |                                         |
| 16.     | Słowacja           |                                         |

## Nagrody indywidualne
Nagrody indywidualne otrzymali:
| MVP        | Najlepszy strzelec | Najlepszy bramkarz | Najlepszy lewoskrzydłowy | Najlepszy prawoskrzydłowy | Najlepszy lewy rozgrywający | Najlepszy środkowy rozgrywający | Najlepszy prawy rozgrywający | Najlepszy obrotowy |
| ---------- | ------------------ | ------------------ | ------------------------ | ------------------------- | --------------------------- | ------------------------------- | ---------------------------- | ------------------ |
| Momir Ilić | Kirił Łazarow      | Darko Stanić       | Guðjón Valur Sigurðsson  | Christian Sprenger        | Mikkel Hansen               | Uroš Zorman                     | Marko Kopljar                | René Toft Hansen   |